# Altona (pueblo)
Altona es un pueblo ubicado en el condado de Clinton en el estado estadounidense de Nueva York. En el año 2000 tenía una población de 3160 habitantes y una densidad poblacional de 12 personas por km².

## Geografía
Altona se encuentra ubicado en las coordenadas 44°53′29″N 73°39′21″O / 44.89139, -73.65583.

## Demografía
Según la Oficina del Censo en 2000 los ingresos medios por hogar en la localidad eran de $37 500, y los ingresos medios por familia eran $41 442. Los hombres tenían unos ingresos medios de $31 217 frente a los $25 491 para las mujeres. La renta per cápita para la localidad era de $15 312. Alrededor del 12.6% de la población estaban por debajo del umbral de pobreza.